# Алисово (Курская область)
Али́сово — деревня в Фатежском районе Курской области. Входит в состав Солдатского сельсовета.

## География
Расположена в 14 км к юго-востоку от Фатежа на правом берегу ручья Никовец, притоке Руды. Высота над уровнем моря — 215 м.
Климат
Алисово, как и весь район, расположено в поясе умеренно континентального климата с тёплым летом и относительно тёплой зимой (Dfb в классификации Кёппена).
Часовой пояс
Деревня Алисово, как и вся Курская область, находится в часовой зоне МСК (московское время). Смещение применяемого времени относительно UTC составляет +3:00.

## История
Вплоть до начала XVIII века на территории Алисово, а также в соседних деревень Шуклино и Кромская, стояли заградительные сторожевые отряды, охранявшие русские земли от набегов ногайцев и крымских татар. В XIX веке деревней владели помещики Ребиндеры.
По состоянию на 1955 год в деревне находился центр колхоза имени Калинина. До 2010 года входила в состав Любимовского сельсовета.

## Население
| 1979 | 1989 | 2002 | 2010 |
| ---- | ---- | ---- | ---- |
| 115  | ↘68  | ↘62  | ↘39  |

## Инфраструктура
Личное подсобное хозяйство. В деревне 27 домов.

## Транспорт
Алисово находится в 12 км от автодороги федерального значения М2 «Крым» (Москва — Тула — Орёл — Курск — Белгород — граница с Украиной) как часть европейского маршрута E105, в 13 км от автодороги регионального значения 38К-038 (Фатеж — Дмитриев), в 3,5 км от автодороги межмуниципального значения 38Н-679 (38К-038 — Солдатское — Шуклино), на автодороге 38Н-680 (38Н-679 — Алисово), в 31 км от ближайшего ж/д остановочного пункта 552 км (линия Навля — Льгов I).
В 158 км от аэропорта имени В. Г. Шухова (недалеко от Белгорода).